# Дивља мрква
Дивља мрква или жута мрква биљна је врста из рода Daucus и породице Apiaceae.

## Опис
Стабло може достићи висину од 30 до 60 центиметара. Листови су чекињасто длакави или голи. Расте на сувим и влажним ливадама, нарочито на песковитим теренима, на насипима, обалама, поред путева, на међама, у пољима, обрадивим површинама или светлим шумама.